# Andrés Arizaleta
Andrés Arizaleta (Caracas, 23 de febrero de 1950) es un exfutbolista venezolano. Jugó en tres partidos con la selección de fútbol de Venezuela en 1975. Igualmente, formó parte del plantel de Venezuela para la Copa América de 1975 y 1979. Se desempeñó como portero.

## Carrera
Debutó en 1966 con el Deportivo Portugués, y en 1974 pasó a las filas del Portuguesa. En 1977 volvería al Deportivo Portugués. Un año después recaló en el Deportivo Italia, y en 1980 pasó al Atlético Zamora, club con el que se retiró en 1988.